# Ketilmundus
Ketilmundus, död 17 oktober 1384 i Vadstena, var en svensk kyrkoherde i Vadstena församling. Han var även munk vid Vadstena kloster.

## Biografi
Ketilmundus blev 1351 curatus i Vadstena församling, Vadstena pastorat. Omkring 1374 blev han munk vid Vadstena kloster. Han var berömd för sitt rena och andliga sätt att leva. Ketilmundus var också en duktig sångare och lärde ut generalkonfessorn Petrus av Skänninges skrivna  cantus sororum till nunnorna vid klostret. Ketilmundus avled 17 oktober 1384 i Vadstena, bara en vecka innan munkklostret i Vadstena skulle invigas.